# Kevin Harbut
Kevin Alan Harbut (* 24. April 1971 in Southampton) ist ein ehemaliger britischer Freestyle-Skier. Er war auf die Disziplin Aerials (Springen) spezialisiert.

## Werdegang
Harbut startete im Februar 1993 in La Plagne erstmals im Freestyle-Skiing-Weltcup, wobei er die Plätze 27 und 25 errang und nahm bis 1997 an 27 Weltcups teil. Sein bestes Ergebnis dabei erreichte er im Januar 1995 mit dem 15. Platz im Le Relais. Bei den Weltmeisterschaften 1993 in Altenmarkt-Zauchensee belegte er den 32. Platz und bei den Weltmeisterschaften 1995 in La Clusaz den 26. Rang. Letztmals international startete er bei den Olympischen Winterspielen 1998 in Nagano, wobei er den 20. Platz errang.

## Erfolge

### Olympische Spiele
- 1998 Nagano: 20. Platz Aerials

### Weltmeisterschaften
- 1993 Altenmarkt-Zauchensee: 32. Platz Aerials
- 1995 La Clusaz: 26. Platz Aerials

### Weltcupwertungen
Harbut nahm an 27 Weltcups teil.
| Saison  | Gesamt | Gesamt | Aerials | Aerials |
| Saison  | Punkte | Platz  | Punkte  | Platz   |
| ------- | ------ | ------ | ------- | ------- |
| 1992/93 | 1      | 127.   | 4       | 50.     |
| 1994/95 | 21     | 75.    | 168     | 30.     |
| 1995/96 | 9      | 93.    | 84      | 33.     |
| 1997/98 | 1      | 119.   | 8       | 50.     |